# Microsoft Springboard
Microsoft Springboard jest serwisem internetowym Microsoftu, a właściwie częścią portalu Microsoft TechNet.
W serwisie prezentowane są kluczowe technologie klienckie:
- Windows 7
- Microsoft Office 2010
- Internet Explorer 9
- Microsoft Desktop Optimization Pack

Informacje o wyżej wymienionych technologiach podzielone są na 3 grupy - poznawanie, wdrażanie i utrzymywanie danych produktów. W odróżnieniu od pozostałej części portalu TechNet informacje i wskazówki dotyczące oprogramowania są dużo bardziej skondensowane i skupiają się na najważniejszych kwestiach.
Dostęp do zasobów witryny jest bezpłatny.